# دو آفتاب کم نور، چهار باران می‌آید
دو آفتاب کم نور، چهار باران می‌آید (به هندی: Do Paise Ki Dhoop, Chaar Aane Ki Baarish) فیلمی محصول سال ۲۰۰۹ و به کارگردانی دیپیتی نوال است. در این فیلم بازیگرانی همچون مانیشا کویرالا، راجیت کاپور، ساناج ناوال و میلیند سمان ایفای نقش کرده‌اند.